# Clayt Birmingham
Clayt Birmingham (Sturgeon Bay, 1974) è un allenatore di football americano statunitense, che ha giocato come defensive back.

## Palmarès
- 1 Mondiale (2007)